# Lycopodium dendroideum
Lycopodium dendroideum är en lummerväxtart som beskrevs av André Michaux. Lycopodium dendroideum ingår i släktet lumrar, och familjen lummerväxter. Inga underarter finns listade i Catalogue of Life.